# Хильзенбек, Кристофер
Кристофер Хильсенбек (англ. Christopher Hilsenbeck, род. 10 января 1992 года) — американский и немецкий регбист, выступающий на позиции флай-хава за клуб «Биарриц Олимпик» в Про Д2.

## Карьера

### Клубная
Уроженец Нортриджа (Лос-Анджелес), Хильсенбек вырос в немецком Гейдельберге, где начал играть в регби в составе молодёжной команды «Хандшусхайм»: тогда он завёл дружбу с будущим регбистом клуба и немецкой сборной Тимом Менцелем.
Игровую карьеру на профессиональном уровне Хильсенбек начал в клубе «Коломье», где провёл пять сезонов. В 2017 году он перешёл в клуб «Ван», где провёл 122 матча в течение пяти сезонов и набрал 820 очков. В 2022 году он стал игроком команды «Каркасон» из Про Д2, с которой заключил двухлетний контракт, но досрочно покинул клуб в конце сезона 2022/2023, желая завершить сезон в составе американского клуба «АТЛ» из Атланты.
Сезон 2023/2024 он провёл в клубе «Биарриц Олимпик».

### В сборной
В 2010 году Хильсенбек сыграл за сборную Германии моложе 18 лет на юношеском чемпионате Европы. За сборную Германии сыграл всего 23 матча, в том числе матчи отборочного турнира чемпионата мира 2019 года в рамках «утешительного турнира», где разыгрывалась последняя путёвка, и два матча чемпионата Европы сезона 2018/2019.
3 мая 2024 года главный тренер сборной США Скотт Лоуренс вызвал Хильсенбека в сборную США, включив его в список 55 игроков для подготовки к двум турне в этом году.

## Вне регби
Окончил Тузулскую бизнес-школу, имеет степень бакалавра в области управления бизнесом и магистра в областях управления бизнесом и финансами.